# Aleksander Čeferin
Aleksander Čeferin (ur. 13 października 1967 w Grosuplju) – słoweński prawnik, od 14 września 2016 roku prezydent Unii Europejskich Związków Piłkarskich (UEFA), w latach 2011–2016 prezes Słoweńskiego Związku Piłki Nożnej.

## Zarys biografii
W 2011 roku został wybrany na stanowisko prezesa Słoweńskiego Związku Piłki Nożnej.
14 września 2016 roku w Atenach został wybrany na stanowisko prezydenta Unii Europejskich Związków Piłkarskich (UEFA). W głosowaniu od delegatów otrzymał 42 głosy, natomiast jego kontrkandydat Michael van Praag otrzymał 13 głosów.